# Długa noc (film)
Długa noc – polski psychologiczny film wojenny z 1967 roku w reżyserii Janusza Nasfetera, na podstawie powieści Noc Wiesława Rogowskiego. Treścią filmu są dylematy mieszkańców pewnego domu w okupowanej Polsce podczas II wojny światowej, gdzie jeden z domowników zostaje zdemaskowany jako współpracownik oddziału partyzanckiego oraz jako osoba przechowująca Żyda.
Długa noc była jednym z najstarszych półkowników – filmów, których rozpowszechnianie uniemożliwiła cenzura prewencyjna w okresie rządów komunistycznych. Zrealizowany w aurze nastrojów antysemickich, film Nasfetera nie był dopuszczany do wyświetlania aż do 1989 roku.

## Fabuła
Akcja filmu toczy się w czasie niemieckiej okupacji Polski podczas II wojny światowej, w 1943 roku, w ciągu jednej doby. Właścicielka pewnego domu, Piekarczykowa, opłakuje nagłą śmierć męża, którego trumna ma niebawem zostać wyniesiona. W bólu wspiera ją córka Marta, skrycie zakochana w lokatorze Korsaku. W domu mieszka też Katarzyna, mężatka z jednym dzieckiem; jej mąż został wywieziony przez hitlerowców. Pod pretekstem pomocy regularnie odwiedza ją szwagier Józef Katjan. Niespodziewanie w miasteczku zostaje ogłoszona godzina policyjna od szóstej wieczorem do południa następnego dnia, akurat wtedy, gdy Korsak zamierza dostarczyć broń partyzantom. Podczas jazdy powozem Korsak bezskutecznie próbuje przekonać Katjana, by ominął blokady zastawione przez żandarmów, po czym wdaje się z nim w bójkę. Ostatecznie obaj zawracają do domu, a po powrocie Korsak każe skłamać Katjanowi przed resztą domowników, że poszło o Katarzynę.
Gdy Korsak wchodzi na wyższe piętro domu, Marta i Katarzyna Katjanowa odkrywają, że Korsak w swoim pokoju ukrywał Żyda. Przypadkowe odkrycie zbiega prowokuje zażartą kłótnię między mieszkańcami. Katjan i Piekarczykowa skłaniają się ku wydaniu przybysza, podczas gdy Marta i Katarzyna nie chcą do tego dopuścić. Zanim mieszkańcy dojdą do porozumienia, co zrobić z Żydem, ten wraz z Korsakiem ucieka pod osłoną nocy w głąb lasu. Wiadomość o zniknięciu niechcianego przybysza nie uspokaja jednak domowników. Piekarczykowa przeszukuje siennik, gdzie ukrywał się Żyd, w poszukiwaniu złota. Katjan z kolei dopuszcza się gwałtu na Katarzynie. Zhańbiona Katarzyna wraca do Marty i prosi ją o zgaszenie lampy. Marta, domyśliwszy się, co się stało, zanosi się płaczem. 

## Obsada
Źródło: Filmpolski.pl
- Anna Ciepielewska – Katarzyna Katjanowa
- Ryszarda Hanin – Piekarczykowa
- Jolanta Wołłejko – Marta, córka Piekarczykowej
- Józef Duriasz – Zygmunt Korsak
- Ludwik Pak – Józef Katjan, szwagier Katarzyny
- Zygmunt Hobot – Żyd
- Henryk Hunko – Szymański, pracodawca Korsaka
- Zdzisław Maklakiewicz – Antoszka
- Halina Buyno-Łoza – Szymańska
- Krystyna Feldman – kobieta z zepsutym zegarkiem
- Irena Netto – Dalecka
- Ryszard Pietruski – policjant Wasiak

## Produkcja

### Prace przygotowawcze
W 1961 roku Wydawnictwo Lubelskie opublikowało debiutancką powieść Wiesława Rogowskiego pt. Noc, osadzoną na Lubelszczyźnie. Rogowski już wtedy opisywał czyny antysemickie wśród Polaków na prowincji, daleko przed książkami Jana Tomasza Grossa: „wykorzystywanie potrzebujących pomocy Żydów, ograbianie ich i bezpardonowe pozbywanie się kłopotu – wymawianie schronienia, mordowanie lub wydawanie Niemcom”. W drugiej połowie lat sześćdziesiątych XX wieku, dzięki poradzie Jerzego Niemianowskiego i Aleksandra Forda, Nocą zainteresował się reżyser Janusz Nasfeter.
Nasfeter osobiście napisał scenariusz na motywach książki Rogowskiego latem 1966 roku. Asekuracyjnie reżyser usunął wątek tułaczki Żyda Jakuba po ucieczce z getta lubelskiego, przeniósł czas akcji na zimę i ograniczył go do kilkunastu godzin. O ile Żyd stanowił centralną postać powieści, u Nasfetera stał się jedynie katalizatorem burzliwych wydarzeń w prowincjonalnym domu. Joanna Preizner twierdziła po latach, że owe zmiany były konieczne, żeby w ogóle można było myśleć o rozpoczęciu prac nad filmem:
Nasfeter doskonale zdawał sobie sprawę, że tekst, aby skierowano go do realizacji, nie może zawierać obrazów podobnych do tych, jakie opisał Rogowski. Nie chcąc zastępować ich innymi, tworzyć złagodzonej wersji losów żydowskiego uciekiniera, postanowił nie pokazywać ich w ogóle.
28 października 1966 roku Komisja Ocen Scenariuszy rozpatrzyła pozytywnie scenariusz Nasfetera, jednogłośnie decydując o skierowaniu projektu Długiej nocy do realizacji.

### Produkcja
Długa noc powstała w Zespole Filmowym „Studio” pod kierownictwem artystycznym Aleksandra Forda, w atelier Wytwórni Filmów Fabularnych we Wrocławiu. Kierownikiem produkcji filmu był Marceli Nowak. Zdjęcia do filmu zrealizował Antoni Nurzyński, który w celach dramaturgicznych posługiwał się przede wszystkim zbliżeniami na twarze postaci. Jako plener do Długiej nocy wybrano miejscowość Wyszogród pod Warszawą. Ze względu na warunki pogodowe kożuchy nosili nie tylko członkowie obsady, ale również członkowie ekipy filmowej. Krystyna Garbień w relacji z produkcji dla „Filmu” pisała, że ekipa filmowa miała „dobrą taśmę i dobry sprzęt”. Scenografię wykonał Jerzy Skrzepiński, a kostiumy uszyła Jolanta Komorowska. Montażem nagranego materiału zajął się Roman Kolski.

### Kolaudacja i zakaz rozpowszechniania
Kolaudacja Długiej nocy odbyła się kilka dni po wybuchu wojny sześciodniowej, w której państwa bloku wschodniego wsparły arabskich agresorów przeciwko wojskom Izraela. Reakcja władz PRL była narzucona przez Związek Radziecki, a w kraju wybuchły odgórnie podsycane nastroje antysemickie. Podczas kolaudacji komentatorzy byli zbulwersowani sceną, w której Katarzyna odkrywa ukrywającego się za kotarą Żyda i wykrzykuje w przerażeniu: „Żyda chowa. Śmierć na nas sprowadzi”. Wiceminister kultury i sztuki Tadeusz Zaorski, zamykając kolaudację, nie przyjął przesłania filmu i wyraził opinię, że „jest znacznie więcej tych Polaków, którzy oddali swe życie za ratowanie Żydów niż tych, którzy Żydów wydawali”. Końcowa sekwencja kulminująca w gwałcie na Katarzynie dodatkowo pogorszyła sytuację. Zaorski skomentował jej traumatyczne przeżycie jako zepchnięcie filmu „w rejon odczuć wewnętrznych”.
Choć film początkowo planowano mimo wszystko dopuścić do rozpowszechniania, zainteresowanie prasy Długą nocą stopniowo wygasało. Okazało się, że film w trakcie rządów komunistycznych nigdy nie miał zostać wyświetlony. Z kolportowanej w drugim obiegu wydawniczym listy półkowników wynikało, że Długa noc znalazła się wśród odgórnie najbardziej priorytetowo zakazanych filmów, zaraz po Diable (1972) Andrzeja Żuławskiego i Rękach do góry (1968) Jerzego Skolimowskiego. Dopiero 30 października 1989 roku, podczas transformacji ustrojowej Polski, Długa noc miała swoją premierę w Łódzkim Domu Kultury.
Nasfeter w wywiadzie dla „Gazety Wyborczej” w 1992 roku twierdził, że Długą noc uznawał za swoje najwybitniejsze dzieło, a także najbardziej osobiste w jego karierze:
We wszystkich moich filmach szukałem prawdy o ludziach. Chciałem poznać ich motywacje. W Długiej nocy, gdzie pokazałem Polaków i Żydów, nie szukałem postaw wyjątkowych. Krańcowych w swoim okrucieństwie czy dobroci. Jedni byli bohaterami, innymi powodował strach. Teraz myślę, że tak naprawdę istotą człowieczeństwa jest instynkt samozachowawczy. Są od tego wyjątki. Tak jak w matematyce. Skąd się biorą? To już sprawa Boga, a może genów…

## Znaczenie
Długa noc jest wskazywana jako drugi – po utworze Ósmy dzień tygodnia (1958) Aleksandra Forda – najdłużej przetrzymywany przez cenzurę film pełnometrażowy w historii kinematografii Polskiej Rzeczypospolitej Ludowej. Już w 1992 roku była nazywana w prasie „ostatnim półkownikiem” okresu 1945–1989 (określenie autorstwa Katarzyny Bielas z „Gazety Wyborczej”); miano to ostatecznie przypadło filmowi Jacka Butrymowicza Kwiat paproci (1972), odnalezionemu w 2009 roku. Jak jednak zauważyli Aránzazu Calderón Puerta i Tomasz Żukowski, Długa noc nie zdobyła popularności porównywalnej z wieloma innymi polskimi półkownikami i została zapomniana zarówno przez widownię, jak i krytyków. Na ów stan rzeczy mogło wpłynąć dotknięcie wciąż drażliwego tematu antysemityzmu na ziemiach polskich: „Historia recepcji Długiej nocy i Przy torze kolejowym – a właściwie jej braku – wydaje się tym bardziej znacząca, że tak zwanym półkownikom poświęca się od początku lat dziewięćdziesiątych bardzo dużo uwagi”.
Paweł Jaskulski ocenił Długą noc jako „straconą szansę kina polskiego, a już na pewno największą straconą szansę w karierze Janusza Nasfetera”, dotąd utożsamianego wyłącznie z filmami dla młodzieży. Jaskulski dodał, że Długa noc zasługuje na przywrócenie jej „należytego miejsca w historii polskiego kina”, zwłaszcza w kontekście dużo późniejszych filmów Pokłosie (2011) Władysława Pasikowskiego i Idy (2013) Pawła Pawlikowskiego.